# Йоан I Киевски
Митрополит Йоан I (в схемата Йона) е 3-тия по ред митрополит на Киев. За митрополит Йоан има малко информация.
Според някои източници, той успя митрополит на Киев от 1019 г., а от според други от 1008 г. В тази 1008 г., митрополит Йоан построява две каменни църкви: едната в Киев в името на светия апостоли Петър и Павел, а другата в Переслав (дн. Переяслав-Хмельницкий) на Въздвижението на Светия кръст. На 14 юли 1021 той открива прославените мощите на руските князе-мъченици Борис и Глеб, и въвежда честването на паметта им. Митрополит е на Киев и управлява до 1054, а според други източници, е починал през 1035  След 27 години на управление. За произхода му има различни мнения, но има основание да се смята, че той е българин. 